# Lego Marvel Vengadores
Lego Marvel Vengadores es un videojuego de acción-aventura Lego desarrollado por TT Games y publicado por Warner Bros. Interactive Entertainment, para PlayStation 4, PlayStation 3, PlayStation Vita, Nintendo 3DS , Wii U, Xbox One, Xbox 360 y Microsoft Windows. 
El videojuego es un spin-off y la segunda entrega de la franquicia Lego Marvel y seguirá las historias de las películas The Avengers y Avengers: Age of Ultron así también como Capitán América: el primer vengador, Iron Man 3, Thor: The Dark World, y Captain America: The Winter Soldier, basados en las películas originales del Universo Cinematográfico de Marvel. 
Los personajes incluyen al Capitán América, Iron Man, Hulk, Viuda Negra, Ojo de Halcón, la Bruja Escarlata, Quicksilver, Thor, Ultrón, Loki, Soldado de Invierno, Halcón, Visión y Máquina de Guerra y algunos personajes menos conocidos como el Dinosaurio Diablo y Fin Fang Foom. Incluye los personajes del equipo de Vengadores junto con muchos otros. El juego fue lanzado el 26 de enero de 2016.

## Personajes
El juego cuenta con más de cien personajes jugables, incluyendo los que regresan del juego anterior. Los héroes no sólo son extraídos del Universo cinematográfico de Marvel, sino también de los cómics. El director Arthur Parsons dijo "Es una celebración de todo lo de los Vengadores. Los cómics, las películas, los dibujos animados. Es todo lo que te gusta de los Vengadores en los videojuegos." Los personajes adicionales confirmados incluyen a Kamala Khan como Ms. Marvel, Sam Wilson como el nuevo Capitán América, América Chávez, Jane Foster como Thor, Wiccan y Veloz. Cada pareja de personajes tiene su propio ataque de equipo, incluso algunos dos dependiendo de quien lidere el equipo, es decir cerca de 800 movimientos en equipo.

### Lista de personajes[6][7]
- A-Bomb
- Abominación
- Agente Carter
- Agente Carter (retirada)
- Agente Coulson
- Agente Coulson (arma de destrucción)
- Agente de A.I.M.
- Agente Sitwell
- Agente Williams
- Aldrich Killian
- Amadeus Cho
- América Chávez
- Ángel de la Muerte
- Ant-Man (Clásico)
- Ant-Man (Hank Pym)
- Ant-Man (Scott Lang)[nota 1]
- Antorcha Humana (Original)
- Ardilla-buster
- Araña Escarlata
- Ares
- Arkon
- Arnim Zola
- Arnim Zola (Clásico)
- Atlas[nota 1]
- Ave de Fuego
- Avispa
- Avispa (Janet Van Dyne)[nota 1]
- Barón Mordo[nota 1]
- Barón Von Strucker
- Barón Zemo[nota 1]
- Batroc
- Bengala
- Beta Ray Bill
- Beth
- Black Widow
- Black Widow (Era de Ultrón)
- Blue Marvel
- Boca de algodón
- Brock Rumlow
- Bruce Banner
- Bruce Banner (Era de Ulrón)
- Bruja Escarlata
- Bruja Escarlata (Civil War)[nota 1]
- Bucky Barnes
- Bucky Barnes (Clásico)
- Butterball
- Caballero Luna
- Capitán América
- Capitán América (Bucky)
- Capitán América (Civil War)[nota 1]
- Capitán América (Civil)
- Capitán América (Clásico)
- Capitán América (Era de Ultrón)
- Capitán América (Era de Ultrón, sin casco)
- Capitán América (Gimnasio)
- Capitán América (Sam Wilson)
- Capitán América (Sin casco)
- Capitán América (Traje de buceo)[nota 1]
- Capitán América (Traje espacial)[nota 1]
- Capitán Britania
- Capitán Marvel (Clásico)[nota 1]
- Capitán Universo
- Cassie Lang[nota 1]
- Centinela
- Centinela de Ultrón
- Chica Ardilla (Clásica)
- Chica Ardilla (Inmejorable)
- Chica Gorila
- Chica Gorila (Gorila)
- Chica Thor
- Chico Luna
- Chitauri
- Científico de S.H.I.E.L.D.
- Ciudadano-V[nota 1]
- Cloud 9
- Conde Nefaria
- Control de daños
- Cráneo de hierro[nota 1]
- Cráneo Rojo
- Crystal
- Crossbones (Civil War)[nota 1]
- Crossbones (Clásico)
- Curso
- Daredevil
- Darren Cruz[nota 1]
- Demoledor
- Destructor (Minifigura)
- Detroit de acero
- Dínamo Carmesí
- Dinosaurio Diablo
- Doctor extraño
- Doctor Extraño (Clásico)[nota 1]
- Doctora Helen Cho
- Dragón Lunar
- Dum Dum Dugan
- Echo
- El coleccionista
- El otro
- El protector
- Elfo oscuro
- Ellen Brandt
- Erik Selvig
- Erik Selvig (Desordenado)
- Espadachín
- Espalda diamante
- Estilo
- Falcón
- Falcon (Civil War)[nota 1]
- Falcón (Clásico)
- Fandral
- Fin Fang Foom
- Fusor[nota 1]
- Gato de corazones
- Gato del infierno
- General Ross
- Ghost Rider
- Goliat Negro
- Golpe de trueno
- Gran Maestro
- Hank Pym[nota 1]
- Happy Hogan
- Harley Keener
- Hawkeye
- Hawkeye (Clásico)
- Hawkeye (Era de Ultrón)
- Hawkeye (Kate Bishop)
- Hazmat
- Hechicera[nota 1]
- Heimdall
- Hogun
- Hombre Absorbente
- Hombre radiactivo[nota 1]
- Hope Van Dyne[nota 1]
- Huelguista
- Hulk
- Hulk (Era de Ultrón)
- Hulk (Lou Ferrigno)
- Hulk rojo
- Hulk-asesino
- Hulkbuster
- Hulkling
- Hyperion[nota 1]
- Intelectual
- Iron Man (MK 38)
- Iron Man (MK1)
- Iron Man (MK16)
- Iron Man (MK17 - Rompecorazones)
- Iron Man (MK25)
- Iron Man (MK33 - Centurión de plata)
- Iron Man (MK40)
- Iron Man (MK42)
- Iron Man (MK43)
- Iron Man (MK45)
- Iron Man (MK46)[nota 1]
- Iron Man (MK5)
- Iron Man (MK6)
- Iron Man (MK7)
- Iron Man (Traje de buceo)[nota 1]
- Iron Man (Traje espacial)[nota 1]
- Iron Man superior
- Iron Monger
- Iron Patriot
- Iron Spider
- Jane Foster
- Jessica Jones (Joya)
- Justin Hammer
- Klaue Esbirra
- Komodo
- Korvac
- Laufey
- Laura Barton
- Legionario de hierro
- Leopold Fitz[nota 1]
- Líder
- Lista de médico
- Loki
- Loki (sin casco)
- Loki (Traje)
- Lorelei
- Lou Ferrigno
- M.O.D.O.K.
- Mach 5[nota 1]
- Madame B
- Mago
- Malekith
- Mandarín (Clásico)
- Mandarin (Trevor Slatterly)
- Mantis
- Máquina de Guerra
- Máquina de guerra (Civil War)[nota 1]
- María Hill
- María Hill (Era de Ultrón)
- Maya Hansen
- Meteorito[nota 1]
- Miles Morales
- Ms. Marvel (Carol Danvers)
- Ms. Marvel (Kamala Khan)
- Muerte Locket
- Mujer Hulk
- Mujer Hulk-Rojo
- Nebula
- Nick Fury
- Nick Fury (Bazuca)
- Nova
- Odín
- Oficial centinela de Ultrón
- Pájaro Burlón
- Pantera Negra (Civil War)[nota 1]
- Pantera Negra (Clásico)[nota 1]
- Pepper Potts
- Pepper Potts (MK 42)
- Persecución
- Peter Parker[nota 1]
- Poderoso destructor
- Power Man
- Puño de Hierro
- Quásar
- Quicksilver
- Radiografía
- Ragnarok
- Ravage
- Reptil
- Rescate
- Rick Jones
- Ronan el acusador
- Ronin
- Sacudida[nota 1]
- Scott Lang[nota 1]
- Sif
- Skaar
- Soldado de Invierno (Civil War)[nota 1]
- Soldado de Invierno
- Soldado extremis
- Songbird[nota 1]
- Spider-Man[nota 1]
- Ultimate Spider-Man[nota 1]
- Spider Girl[nota 1]
- Stan de hierro
- Stan Hulk
- Stan Lee
- Stanbuster
- Steve Rogers (Guantes de boxeo)
- Taskmaster
- Techno[nota 1]
- Thanos
- Thor
- Thor (Era de Ultrón)
- Thor (Jane Foster)
- Tigra
- Tony Stark
- Tony Stark (Era de Ultrón)
- Trauma
- Ulises Klaw
- Ultrón (MK1)
- Ultrón (Principal)
- Ultrón (Ultimate)
- Union Jack
- V ciudadana[nota 1]
- Valkyrie
- Velo
- Veloz
- Velocidad de la luz
- Verdugo[nota 1]
- Víbora
- Visión
- Volcán
- Volstagg
- Wendigo
- White Tiger
- Wiccan
- Yellowjacket[nota 1]

## Jugabilidad
La jugabilidad es similar a la larga serie de videojuegos de la franquicia LEGO, con un enfoque en la resolución de puzles intercalado con acción. Los jugadores a menudo tienen que resolver puzles repartidos por el entorno del juego, tales como encontrar la manera de mover un camión particular que bloquea su progreso. Como siempre, el juego tiene sus propias peculiaridades únicas, por ejemplo aprovechar su gran biblioteca de personajes en áreas que requieren que dos personajes específicos se unan con el fin de proceder. Las batallas de jefe también toman la forma de puzles, que a menudo requieren una sincronización cuidadosa. Si bien la acción y la lucha se propagan libremente a través del juego, se mantiene muy favorable a los niños. El juego presenta a Nueva York como el principal gran centro de mundo abierto, pero además, por primera vez, incluye una docena de otras zonas importantes de las películas donde los jugadores pueden viajar, incluyendo Asgard, Malibú, Sudáfrica, el Helitransporte, la granja de Barton, etc. Estos centros también disponen de capacidad de juego pesada, con cientos de misiones secundarias, como rescatar a Stan Lee en problemas, carreras, y más. La historia principal en realidad ocupa una fracción bastante pequeña del total de la "culminación" del juego. Hay varios niveles dedicados a las películas que no son las dos películas principales de Los Vengadores.

## Desarrollo

### Sonido
Al igual que con Lego El Señor de los Anillos, La Gran Aventura Lego: el Videojuego, Lego El hobbit, y Lego Jurassic World, Lego Marvel Vengadores utilizará el audio de ambas películas, a diferencia del juego anterior Lego Marvel Super Heroes donde usaba actuación de voz original. Sin embargo, Clark Gregg, Cobie Smulders, y Hayley Atwell grabaron diálogo adicional para sus respectivos papeles de las películas, y el cocreador de Marvel Comics Stan Lee volvió a ponerse voz a sí mismo. Robbie Daymond le pone voz a A-Bomb. Lou Ferrigno se da voz a sí mismo y Greg Miller le da voz a Aldrich Killian.

### Contenido descargable
Se ha anunciado contenido descargable gratis exclusivo para PlayStation 4 y PlayStation 3. Esto incluirá un paquete de personajes y un nivel basado en Ant-Man, que estará disponible en el futuro, y un paquete de personajes de "Capitán América: Guerra Civil" que se publicará en el lanzamiento. Un pase de temporada también estaba disponible durante el lanzamiento, que le dio a los jugadores acceso exclusivo al "Paquete de Exploradores" y otros contenidos como niveles de historia y más de 40 personajes en su futuro.

## Recepción
Tiene una calificación de 81% en Metacritic. IGN lo galardonó con una puntuación de 6,7 sobre 10, diciendo "Lego Marvel Vengadores es muy divertido, pero lamentablemente restringido al pegarse al Universo Cinematográfico de Marvel."